# He Bingjiao
He Bingjiao (n. 21 martie 1997, Lianyungang⁠(d), Republica Populară Chineză) este o jucătoare de badminton ce a reprezentat Republica Populară Chineză, medaliată olimpică. A participat la 2 ediții ale Jocurilor Olimpice (2020, 2024) în care a câștigat o medalie de aur.